# Natalja Alexejewna Dessjatowa-Schostenko
Natalja Alexejewna Dessjatowa-Schostenko, ab 1952 Nathalie Roussine, (russisch Наталья Алексеевна Десятова-Шостенко; * 26. Dezember 1889jul. / 7. Januar 1890greg. in Woltschansk; † 23. November 1968 in Cormeilles-en-Parisis) war eine russisch-sowjetisch-französische Botanikerin und Hochschullehrerin.
Ihr botanisches Autorenkürzel lautet „Roussine oder Des.-Shost.“.

## Leben
Dessjatowa-Schostenko stammte aus einer Unternehmerfamilie. Nach dem Besuch des örtlichen Gymnasiums begann sie 1906 das Studium an der Universität Genf, das sie 1909 als Botanikerin abschloss. Sie studierte dann weiter an den von Wladimir Iwanowitsch Guerrier gegründeten Höheren Kursen für Frauen in Moskau.
1911 wurde Dessjatowa-Schostenko wissenschaftliche Mitarbeiterin im Kaiserlichen Botanischen Garten in St. Petersburg (seit 1931 Komarow-Institut für Botanik der Akademie der Wissenschaften der UdSSR bzw. Russischen Akademie der Wissenschaften). 1912–1917 nahm sie unter Boris Alexejewitsch Fedtschenkos Leitung an botanischen Expeditionen in Zentralasien teil. Sie lieferte wichtige Beiträge zur Beschreibung neuer Arten. Sie erstellte eine geobotanische Karte des zentralen Altais. Zeitweise war sie Barmherzige Schwester in Charkow.
Nach der Oktoberrevolution unterrichtete Dessjatowa-Schostenko am Nowo-Alexei-Landwirtschaftsinstitut. Während des Russischen Bürgerkriegs hielt sie sich in Krasnodar und Sotschi auf. 1923 kehrte sie nach Charkow zurück und wurde Assistentin am Lehrstuhl für Botanik des Charkower Technikums für Pharmazeutik. Ab 1925 leitete sie die Botanik-Abteilung des Naturschutzgebiets Askanija-Nowa. 1930 wurde sie Leiterin der Geographie-Abteilung des Ukrainischen Instituts für Angewandte Botanik und Vollmitglied des Instituts für Pflanzenzucht. 1932 wurde sie zur Professorin ernannt. 1936 wurde sie ohne Verteidigung einer Dissertation zur Doktorin der biologischen Wissenschaften promoviert.
1919–1931 und 1934 war Dessjatowa-Schostenko Mitglied des Komitees für den Schutz der Naturdenkmäler. 
Während des Deutsch-Sowjetischen Krieges arbeitete  Dessjatowa-Schostenko zusammen mit Juri Dmitrijewitsch Kleopow im von der Wehrmacht besetzten Kiew.
Nach dem Kriege emigrierte Dessjatowa-Schostenko aus Angst vor sowjetischer Verfolgung nach Deutschland und weiter nach Frankreich zu ihrem Bruder. 1946 wurde sie Mitarbeiterin der Universität Montpellier und arbeitete mit Josias Braun-Blanquet zusammen. 1952 nahm sie den Namen Roussine an.

## Nach Dessjatowa-Schostenko benannte Pflanzen
- Nathaliella B.Fedtsch., 1932
- Thymus desjatovae Ronniger, 1932